# Контрольная сумма Флетчера
Контрольная сумма Флетчера — это алгоритм вычисления контрольной суммы, разработанный Джоном Флетчером (1934—2012) из Лаборатории Лоуренса Ливермора в конце 1970-х годов. Цель контрольной суммы Флетчера заключалась в том, чтобы обеспечить обнаружение ошибок, близкое к свойствам циклического избыточного кода, но с более низкой вычислительной сложностью при реализации на процессорах общего назначения.

## Алгоритм

### Обзор простых контрольных сумм
Как и в случае с более простыми алгоритмами контрольных сумм, контрольная сумма Флетчера включает в себя разделение двоичного слова, которое должно быть проверено на ошибки, на короткие «блоки» бит и вычисление суммы по модулю для этих блоков. (Данные, которые должны быть проверены в целом, называются «словом», а части, на которые оно делится, называются «блоки»).
Например, пусть передаваемое сообщение состоит из 136 символов, каждый из которых составляет 8 бит, тогда слово данных составляет 1088 бит. Удобным размером блока будет 8 бит, хотя это необязательно. А удобный модуль будет 255, хотя, опять же, может быть выбран другой. Таким образом, простая контрольная сумма вычисляется путём суммирования всех 8-битных блоков сообщения и вычисления результата по модулю 255 (то есть, деление на 255 и взятие только остатка). На практике вычисление по модулю выполняется во время суммирования для управления размером результата. Значение контрольной суммы передаётся вместе с сообщением, увеличивая его длину до 137 байтов или 1096 бит. Получатель сообщения может повторно вычислить контрольную сумму и сравнить её с полученным значением контрольной суммы, чтобы определить, было ли сообщение изменено в процессе передачи.

### Слабые стороны простых контрольных сумм
Первая слабая сторона простой контрольной суммы состоит в том, что она нечувствительна к порядку блоков (байтов) в слове данных (сообщении). Если их порядок был изменён, значение контрольной суммы будет одинаковым, и изменение не будет обнаружено. Вторая слабая сторона заключается в том, что множество возможных значений контрольной суммы мало и равно выбранному модулю. В нашем примере имеется только 255 возможных значений контрольной суммы, поэтому легко видеть, что даже случайные данные имеют вероятность примерно 0,4% получения той же контрольной суммы, что и наше сообщение (см. Коллизия хеш-функции).

### Контрольная сумма Флетчера
Флетчер исправил оба эти недостатка, вычисляя второе значение вместе с простой контрольной суммой. Это модульная сумма значений, полученных простой контрольной суммой, так как каждый блок слова данных добавляется к ней. Используемый модуль одинаковый. Таким образом, для каждого блока слова данных, взятого последовательно, значение блока добавляется к первой сумме, а новое значение первой суммы затем добавляется ко второй сумме. Обе суммы начинаются с ноля (или какого-либо другого заранее определённого значения). В конце слова данных применяется сложение по модулю, и два значения объединяются, формируя контрольную сумму Флетчера.
Чувствительность к порядку блоков вводится, потому что, как только блок добавляется к первой сумме, он затем повторно добавляется ко второй сумме вместе с каждым блоком до неё. Если, например, обменяться двумя соседними блоками, тот, который первоначально был первым, будет добавлен ко второй сумме один раз, а второй, который был первоначально вторым, будет добавлен ко второй сумме ещё раз. Окончательное значение первой суммы будет одинаковым, но вторая сумма будет отличаться, обнаружив изменение в сообщении.
Множество всех возможных значений контрольной суммы теперь является квадратом того же значения для простой контрольной суммы. В нашем примере две суммы, каждая из которых имеет 255 возможных значений, приводят к 65025 возможным значениям для комбинированной контрольной суммы.

## Обзор различных параметров алгоритма
Несмотря на бесконечное количество параметров, в оригинальной работе изучается случай с длиной блока 8 бит и модулем 255 и 256.
Варианты с 16 и 32-битными блоками были получены из исходного случая и изучены в последующих спецификациях или документах.

## 16-битная сумма Флетчера
Когда слово данных разделяется на 8-битные блоки, как в приведённом выше примере, две 8-битные суммы объединяются в 16-битную контрольную сумму Флетчера.
Очевидно, что выбор модуля должен быть таким, чтобы результаты соответствовали размеру блока. 256, следовательно, является самым большим возможным модулем для Fletcher-16. Однако это плохой выбор, поскольку биты, которые переполняют бит 7, просто теряются. Модуль, который принимает бит переполнения и смешивает их с нижними битами, обеспечивает лучшее обнаружение ошибок. Модуль должен, однако, быть большим, чтобы получить наибольшее количество возможных значений контрольной суммы. Значение 255 берётся в связи со вторым соображением, но, как было установлено, обладает отличной производительностью.

## 32-битная сумма Флетчера
Когда слово данных разделено на 16-битные блоки, две 16-битные суммы объединяются в 32-битную контрольную сумму. Обычно используется модуль 65535, по тем же соображениям, что и 16-битная сумма.

## 64-битная сумма Флетчера
Когда слово данных разделено на 32-битные блоки, две 32-битные суммы объединяются в 64-битную контрольную сумму. Обычно используется модуль 4294967295, по тем же соображениям, что и 16, и 32-битные суммы.

## Сравнение с контрольной суммой Adler
Контрольная сумма Adler-32 является специализацией контрольной суммы Fletcher-32, разработанной Марком Адлером. Выбранный модуль (для обеих сумм) равен простому числу 65 521 (65 535 делится на 3, 5, 17 и 257). Первая сумма начинается со значения 1. Выбор простого модуля приводит к улучшенному «перемешиванию» (ошибки обнаруживаются с более равномерной вероятностью, улучшая вероятность обнаружения наименее обнаружимых ошибок). Тем не менее, уменьшение размера множества всех возможных значений контрольной суммы действует против этого и немного снижает производительность. Одно из исследований показало, что Fletcher-32 превосходит Adler-32 как в производительности, так и в способности обнаруживать ошибки. Поскольку остаток по модулю 65535 значительно проще и быстрее реализовать, чем остаток по модулю 65521, контрольная сумма Fletcher-32 обычно является более быстрым алгоритмом.

## Слабые стороны
Контрольная сумма Флетчера не может различать блоки состоящие только из нолей или только из единиц. Например, если 16-разрядный блок в слове данных изменяется с 0x0000 на 0xFFFF, контрольная сумма Fletcher-32 останется неизменной.

## Реализация

### Прямая реализация
Неэффективная, но простая реализация функции на языке C для вычисления контрольной суммы Fletcher-16 из массива 8-битных элементов данных:
```
uint16_t
 
Fletcher16
(
 
uint8_t
 
*
data
,
 
int
 
count
 
)

{

   
uint16_t
 
sum1
 
=
 
0
;

   
uint16_t
 
sum2
 
=
 
0
;

   
int
 
index
;

   
for
(
 
index
 
=
 
0
;
 
index
 
<
 
count
;
 
++
index
 
)

   
{

      
sum1
 
=
 
(
sum1
 
+
 
data
[
index
])
 
%
 
255
;

      
sum2
 
=
 
(
sum2
 
+
 
sum1
)
 
%
 
255
;

   
}

   
return
 
(
sum2
 
<<
 
8
)
 
|
 
sum1
;

}

```

В строках 3 и 4 суммы представляют собой 16-битные переменные, так что добавления в строках 9 и 10 не будут переполняться. Операция modulo применяется к первой сумме в строке 9 и ко второй сумме в строке 10. Здесь это делается после каждого добавления, так что в конце цикла for суммы всегда сводятся к 8 битам. В конце входных данных две суммы объединяются в 16-битное значение контрольной суммы Флетчера и возвращаются функцией в строке 13.
Каждая сумма вычисляется по модулю 255 и, таким образом, всегда остаётся меньше 0xFF. Таким образом, эта реализация никогда не приведёт к результатам контрольной суммы 0x00FF, 0xFF00 или 0xFFFF. Он может выдавать результат контрольной суммы 0x0000, что может быть нежелательно в некоторых случаях (например, когда это значение зарезервировано для обозначения «никакая контрольная сумма не была вычислена»).

### Проверка байтов
Пример исходного кода для вычисления байтов проверки, используя указанную выше функцию, выглядит следующим образом. Байты проверки могут быть добавлены в конец потока данных, а c0 - перед c1.
```
      
uint16_t
 
csum
;

      
uint8_t
 
c0
,
c1
,
f0
,
f1
;

      
csum
 
=
 
Fletcher16
(
 
data
,
 
length
);

      
f0
 
=
 
csum
 
&
 
0xff
;

      
f1
 
=
 
(
csum
 
>>
 
8
)
 
&
 
0xff
;

      
c0
 
=
 
0xff
 
-
 
((
 
f0
 
+
 
f1
)
 
%
 
0xff
);

      
c1
 
=
 
0xff
 
-
 
((
 
f0
 
+
 
c0
 
)
 
%
 
0xff
);

```

### Оптимизация
В статье 1988 года Анастас Накассис обсудил и сравнил различные способы оптимизации алгоритма. Самая важная оптимизация заключается в отсрочке вычисления по модулю до тех пор, пока известно, что переполнения точно не произойдёт.
Вот реализация на C, которая применяет данную оптимизацию:
```
uint16_t

fletcher16
(
const
 
uint8_t
 
*
data
,
 
size_t
 
len
)

{

        
uint32_t
 
c0
,
 
c1
;

        
unsigned
 
int
 
i
;

        
for
 
(
c0
 
=
 
c1
 
=
 
0
;
 
len
 
>=
 
5802
;
 
len
 
-=
 
5802
)
 
{

                
for
 
(
i
 
=
 
0
;
 
i
 
<
 
5802
;
 
++
i
)
 
{

                        
c0
 
=
 
c0
 
+
 
*
data
++
;

                        
c1
 
=
 
c1
 
+
 
c0
;

                
}

                
c0
 
=
 
c0
 
%
 
255
;

                
c1
 
=
 
c1
 
%
 
255
;

        
}

        
for
 
(
i
 
=
 
0
;
 
i
 
<
 
len
;
 
++
i
)
 
{

                
c0
 
=
 
c0
 
+
 
*
data
++
;

                
c1
 
=
 
c1
 
+
 
c0
;

        
}

        
c0
 
=
 
c0
 
%
 
255
;

        
c1
 
=
 
c1
 
%
 
255
;

        
return
 
(
c1
 
<<
 
8
 
|
 
c0
);

}

uint32_t

fletcher32
(
const
 
uint16_t
 
*
data
,
 
size_t
 
len
)

{

        
uint32_t
 
c0
,
 
c1
;

        
unsigned
 
int
 
i
;

        
for
 
(
c0
 
=
 
c1
 
=
 
0
;
 
len
 
>=
 
360
;
 
len
 
-=
 
360
)
 
{

                
for
 
(
i
 
=
 
0
;
 
i
 
<
 
360
;
 
++
i
)
 
{

                        
c0
 
=
 
c0
 
+
 
*
data
++
;

                        
c1
 
=
 
c1
 
+
 
c0
;

                
}

                
c0
 
=
 
c0
 
%
 
65535
;

                
c1
 
=
 
c1
 
%
 
65535
;

        
}

        
for
 
(
i
 
=
 
0
;
 
i
 
<
 
len
;
 
++
i
)
 
{

                
c0
 
=
 
c0
 
+
 
*
data
++
;

                
c1
 
=
 
c1
 
+
 
c0
;

        
}

        
c0
 
=
 
c0
 
%
 
65535
;

        
c1
 
=
 
c1
 
%
 
65535
;

        
return
 
(
c1
 
<<
 
16
 
|
 
c0
);

}

```

### Тестовые векторы
8-битная реализация (16-битная контрольная сумма).
```
"abcde"    -> 51440 (0xC8F0)
"abcdef"   ->  8279 (0x2057)
"abcdefgh" ->  1575 (0x0627)
```

16-битная реализация (32-битная контрольная сумма).
```
"abcde"    -> 4031760169 (0xF04FC729)
"abcdef"   -> 1448095018 (0x56502D2A)
"abcdefgh" -> 3957429649 (0xEBE19591)
```

32-битная реализация (64-битная контрольная сумма)
```
"abcde"  -> 14467467625952928454 (0xC8C6C527646362C6)
"abcdef" -> 14467579776138987718 (0xC8C72B276463C8C6)
```